# Desmodium orinocense
Desmodium orinocense là một loài thực vật có hoa trong họ Đậu. Loài này được (DC.) Cuello miêu tả khoa học đầu tiên năm 1994.